# 吉宗 (パチスロ)
吉宗（よしむね）は、大都技研が2003年6月に発売したパチスロ機で、業界初のシャッター付き液晶搭載機。ここでは、2013年に発売された仕様および本機をモチーフにしたアニメ作品についても解説する。

## 概要
名前の由来は徳川将軍・徳川吉宗から。ピーク時の設置台数は約26万台（2005年11月）と言われ、これはパチスロ機としては『北斗の拳』（約60万台）に次ぎ、当時歴代第2位の記録であった（その後、『北斗の拳SE』・『押忍!番長』等に抜かれている）。また、大量獲得機の中では歴代最大の設置台数。
2004年12月にはPlayStation 2用のソフト『大都技研公式パチスロシミュレーター 吉宗』も発売されており、こちらも販売本数が50万本を超えるヒット作品となっている。2006年6月8日にはPSP（PlayStation Portable）用のソフト『大都技研公式パチスロシミュレーター 吉宗PORTABLE』が、2006年7月には『大都技研公式パチスロシミュレーター 吉宗』をバージョンアップさせた『大都技研プレミアムパチスロコレクション 吉宗』が発売されたほか、2007年4月26日には後継機の『押忍!番長』・『秘宝伝』も収録されたニンテンドーDS用ソフト『大都技研公式パチスロシミュレーター 秘宝伝・押忍!番長・吉宗DS』（発売は株式会社パオン）も登場した。
また、ゲーム中で使用されている音楽を収録したサウンドトラックCDも3作品発売され、なかでも第1作の『ヨシムネ サウンドトラック』は累計30万枚を売り上げ、パチスロ機のサウンドトラックとしては異例の大ヒットとなった。ビッグボーナス中に流れる曲（吉宗BIG「大盤振舞じゃ!」、姫BIG「そこにあるかも知れない…」）が、パチスロ機のオリジナルソングであるにも関わらず通信カラオケ（DAMなど）に収録されたことも、過去に例のないことである。
2006年4月からは本パチスロ機を元にしたテレビアニメも製作・放送された。検定切れのため、2006年7 - 8月までに順次ホールから撤去された（撤去期限は都道府県により異なる）。
2013年12月16日、10周年を記念して復活した。

## 特徴
711枚が獲得出来るBIGボーナス中に内部では次のボーナス放出を抽選し、当選すれば、ボーナス終了後1ゲーム目に再びBIGボーナスが確定（1G連）するという連チャン仕様（元々は同社のパチスロ機・『シェイク』から受け継いだもの）が本機最大の特徴で、またたく間に数千枚単位のコインを放出する。ツボにはまったときの出玉性能は4号機の中ではトップクラス。その半面、最大天井が1921Gと非常に深いので、ハイリスクハイリターンな機種である。そのため、BIGまたはREGが当選し続けている状態（天国）を見極める必要がある。
成立したボーナスを一旦内部に溜めるストック機能を搭載。主にボーナス終了後に振り分けが行われる規定ゲーム数消化がボーナス放出のメインとなる。放出テーブルの異なる３つのモードがあり(後述)、出玉の波を演出する。
内部モードの種類は通常A、通常B、天国の３つがあり、ボーナスの振り分け率や天井G数が異なる。通常Aと通常Bは天井G数に差はなく、共通の1921Gだが、ボーナス当選時のビックボーナス(以下BB)とレギュラーボーナス(以下RB)の振り分け率が異なる。通常AはBB:RB＝6:4だが、通常BはBB:RB=4:6と逆転する。天国はボーナス振り分け率は変わらないものの、天井G数が193Gとボーナスが非常に浅く振り分けられるモードである。内部モード移行の契機はボーナス終了と同時もしくはレア役(この機種ではチェリー、松、チャンス目)成立時となる。
パネルは家紋パネル・吉宗パネル・姫パネル・悪代官パネル・爺パネル・ラブリーパネルの6種類が実際に発売されたほか、未発表のパネルが2種類存在する（『大都技研公式パチスロシミュレーター 秘宝伝・押忍!番長・吉宗DS･大都技研プレミアムパチスロコレクション 吉宗』に収録。
筐体には初期型の「ヨシムネ」（家紋パネル）と中・後期型の「ヨシムネS」（吉宗パネル以降）の2種類が存在する。見た目の違いは液晶画面が「ヨシムネ」ではSTN液晶だったものが「ヨシムネS」ではTFT液晶になっていること、リールを固定する金具が変更されリールのブレが抑えられていることがある。ゲーム性そのものは変わらないが、ゴト対策のために内部の仕様を一部変更している。検定時期が異なるため「ヨシムネ」の方が先に検定切れとなった。

## 主な演出パターン
選択率・厳密な信頼度等については条件により変化するため、本稿では大まかな流れとパターンのみ解説する。
- 前兆演出：小役の告知、姫や忍者、奥方などが頻繁に登場すると、一定の割合で特定演出に発展。そのままの状態でボーナスが確定することもある。ガセ前兆も存在するが、この場合は30G以内で通常演出頻度へ戻る。
- やぶさめ演出：障子が一旦全閉した後、馬に乗った吉宗が、的の当たりをめがけて矢を射る演出。当たり部分の大きさで信頼度が変化。当たればボーナス確定。1Gのみ。
- 飲み比べ演出：継続型演出。吉宗と爺が酒の飲み比べを競い、最終的に爺がダウンすればボーナス確定となる。
- 剣豪演出：継続型演出。剣豪とその手下を倒し、最終的に剣豪を倒せばボーナス確定。
- 姫連れ去り演出：姫を連れ去った敵を倒せばボーナス確定。キャラによって信頼度が変化。この演出で、ある程度の滞在モード判別も可能。
- 追っかけ演出：継続演出型。越後屋、もしくは越後屋と代官の2人を最終的に捕縛すればボーナス確定。
- 高確率演出：ボーナス放出における前兆演出としての意味合いが強い。この間は「小役告知」・「キャラ告知」・「家紋アタック」などが発生。何かしらの演出に発展すれば期待は持てるが、そのまま通常画面に戻り、終了することもある。また、高確率演出中にボーナス確定となるパターンもある。
- 鷹狩り演出:吉宗が鷹狩りを行う演出。演出の中で突入条件が厳しく、突入したときの期待度はかなり高い（ただし突入＝ボーナス確定ではない）。BGMに加え、「ピ〜ヒョロロロロ……」という効果音が頻繁に発生する。ボーナスが確定した場合、ほぼ天国モード（193G以内のボーナスが確定）への突入も確定するという大きな特徴を持つ。15G以内に演出が頻発すれば激熱（ほぼボーナス確定）、15G以上は期待が薄くなる（最長ゲーム数は高確率演出同様32G）。『吉宗』で一番目立つ演出。なお、ガセであってもこの演出中に強制解除（単チェリーなど）を引けば天国モードに突入する（ただし前兆終了時にすでにチャンスゾーンを抜けていた場合は除く）。

## プレミアム演出
以下に挙げる演出は、発生した時点でボーナス確定となるもの。
- 携帯電話：スタート時、着信音が鳴り吉宗が携帯電話を持つ。
- 忍者が逆さま：忍者通過時、天井を逆さまに走り抜ける。
- くのいちが逆さま：高確率演出中、くのいち通過時、天井を逆さまに走り抜ける。
- 烏龍茶：飲み比べ演出で、吉宗の隣に紙パックの烏龍茶が登場。
- 海パン爺：剣豪との決戦時に、爺が海パン一丁で手助けに参上。
- バイク：追っかけ演出で、吉宗がハーレーダビッドソンに乗っている。比較的発生しやすい。復活演出の中で唯一の確定パターン。追っかけに失敗し逃走されてからの復活が多いが、追っかけ途中またはいきなりハーレーに乗る確定演出もある。
- 奥方連れ去り：姫と間違えて、奥方が連れ去られる。
- サボハニ、鶴：高確率演出中に登場。サボハニは「シェイク」からのゲスト。鶴は松絵柄に書かれている鶴。
- ゴルゴ爺：高確率演出中に登場。銃声の後、「デューク東郷」を模した爺が「爺じゃ」「断る!」と言う。漫画『ゴルゴ13』のパロディである。
- 「ガンガン」の効果音：松が菱形に揃うなどの際に、フラッシュと共に「ピギャー」と効果音が発生。左リール中段に松停止からの菱形はBIG確定。

## ボーナス放出契機
- 通常RT消化：天井（1回のハマリの上限回転数）は1921G。ボーナス放出当選の大半がこのパターン。
- 小役解除：チェリー成立の1/32、松成立の1/160で解除に当選。松で解除した場合は次回天国モード（最大193ゲーム以内に必ず次回大当たりが来る、特別なRTテーブルのモード）への突入が確定する。チェリーにおいては、揃った形（単チェリーなど）で判別も可能。
- BIG・REGの内部成立時、解除抽選に当選すれば解除（チャンス目解除）：チャンス目出現時の1/13程度で解除。
- 純ハズレ解除：ストック機の場合、一見ハズレ目に見える出目であっても内部的にはリプレイが揃っている状態になっているが、制御で揃わないようにしている（いわゆる「揃わないリプレイ」）。純ハズレは「揃わないリプレイ」でもない、純粋な「ハズレ目」である。当選すれば100％解除。1/3276（設定1）～1/1092（設定6）と設定差が大きい。また純ハズレはBIGボーナスの小役ゲーム中に発生すればその後の1G連3回が（1G連のリミットに引っかからなければ）確定するが、BIGボーナス中の純ハズレ確率は1/20000を超え、当選（名称は「ハズレ」だが）するのは至難の業である。

## BIGボーナス
BIGボーナス消化時は、キャラクターを選択することで異なる3種類の演出を楽しむことができ、単調になりがちなボーナス中の遊技の幅を大きくしている。キャラクターに合わせ、BETボタンで決定。
BIG中は水色のアイコンが表示され、水色が残り3回までに3つ点灯しなかった場合はパンクが確定する。順押しは一番左のボタン、逆押しは真ん中か右のボタンを押した時点で事実上確定する。2G連以上をストックした場合はJACIN後に押し順ナビが発動し、強制的に俵八連を成功させることで本来1GしかストックできないG連を二つ以上持ち越す状態で最大4G連の蓄積になる。残り四回より前に順押しを行うと先出しのJACINかハズレが当選する。JACINとREGは発動するたびに確定で127枚払い出される。1G連確定後に7を目押しでそろえる場合は7がダブルラインでそろった場合に2G連がその場で確定するが、BIGの発動時に777が二つそろった場合は1G連しない。
吉宗
BGMは演歌調の「大盤振舞じゃ!」。チャンス告知演出型。
小役ゲームは舞台から吉宗が民衆に次々と俵を投げる演出だが、チャンス予告は「チャキッ！」という短めの高音の予告音と共に千両箱を投げようとする。そのままBIG絵柄が揃うか、俵が揃わなければ1G連（もしくはそれ以上の連チャン）が確定する。小役ゲーム時にチャンス予告が発生した時の1G連当選率は1/20程度。発生しない場合はノーチャンス。告知ランプはリール上での当選が確定した場合のみ（例：BIG絵柄揃い、JACハズレ時など）点灯する。JACゲームは吉宗・爺・姫を乗せた輿を民衆が担ぐ演出。７揃い連チャン確定フラグはレバーを叩いた時点で確定しているので、7を揃えなくても連チャンは確定している。揃えなくてBIGを終了した場合は即高確率演出が始まり揃えられるが7揃いかダブルか否かは判別できない。
爺
BGMはハワイアン調の「フラウエム」。完全告知演出型。
小役ゲーム中に1G連に当選した場合は、レバーONで必ず派手な告知音（「キーン」とも「キャーン」とも言われる）が発生し、告知ランプが点灯する（ウエイトをかけている状態の場合は音が鳴る前にランプが点灯する）。通常の小役ゲーム演出は、爺が自室でハワイ旅行のパンフレットを読んでいるというものだが、1G連が当選すると砂浜のビーチベッドでくつろぐ演出に移行する。更に複数個のBIG放出が確定している場合、ビーチ演出の背景が夕陽に変化。夕陽の状態から更に1G連に当選すると、背景の海で強敵デカ太郎が泳ぐ演出が発生する。JACゲームは夜のビーチで爺と「くの一」がデートをする演出。
BGMがハワイアン調であること、1G連当選前の画面でハワイのパンフレットが目立っているためよく間違えられるが、開発者へのインタビューで『あれは沖縄です。沖スロを意識しているので』とコメントされている。ただし、大都社内では『青背景を沖縄、赤背景がハワイ』として通用している。
ちなみに曲名は「広い海」を一文字ずつずらしたもので、歌詞も全て日本語の文章を一文字ずつずらしたものになっている。
姫
BGMはユーロビート調の「そこにあるかも知れない…」。後告知演出型。
小役ゲーム中、JACゲーム中共にレーザー光線演出の中で姫が踊るという演出で、1G連当選時の演出・告知は一切無く、ランプも点灯しない。ただし純ハズレ当選時のみ、リールフラッシュが発生する（当選ゲーム時に目押しでBIG絵柄を揃えた場合は揃った時の効果音が発生する）。BIG終了後に、姫（当たり）と奥方（外れ）の描かれた札が適宜3枚組み合わさったルーレットが発生し、結果を告知。ルーレット絵柄で期待度が変化。全て「姫」札などの確定パターンもあり。なお、演出をキャンセルすることもできるが、当選の判断が困難になる（絵柄を揃えるなど確定状態が外見から確認できた場合は確定画面になる）。
なお、BGMの歌手名はいずれも未発表。これは大都技研と音楽制作会社  の間で取り交わされた契約で大都技研の買取契約する代わりに、クレジットを非公表にする事という条文が付いているためである。

## 1G連の条件
全ての当選条件において設定差が無いため、純粋にプレイヤーの運次第となる。ボーナス中1G連に当選して放出されるボーナスは（ストック切れの場合を除き）全てBIGとなる。1G連ではモード移行を行わない。
複数の条件を満たした場合、重複分も有効となるが、リミッター（上限）が設けられており、1G連4つ目（連チャン5連目）以降は持ち越しがされない。5連目以降のBIGごとに条件を満たした場合は次回の1G連までは有効。
ただし5連目以降でダブル揃いや純ハズレを引いても、ストックされるのは1つとなる。
なお、これらに外れた場合でも、すべてのモードにおいて振り分けに「1G」があり、これに当選した場合も1G連となる。内部的には1G連ではないのでモード移行もするしREGの可能性もあるが、外部（サブ基板）的には1G連とみなされ、リミッターの計算にも含まれる。吉宗ビッグで適当押しした場合や姫ビッグでおみくじルーレットをキャンセルした場合、1G連でREGが揃った場合にストック切れによるものか振り分けによる自力当選かが判断出来なくなる（ボーナス中の八代将軍ランプ点灯からのREGはストック切れ確定）。

### 小役ゲーム中
1. 1G連のフラグ当選
厳密に言えば、松またはチェリーのフラグ＝1G連フラグとなる。当選時は目押しで7または姫（双方15枚役）を揃えられる。目押しに失敗した場合は俵が揃う。確率は1/170程度で、放出回数は1回or2回。7を揃えた場合は放出回数によって当選ラインを制御で振り分けるため、揃った形で放出回数が判別できる（後述）。なお、JACインのストックがない状態であれば、順押しで本来のフラグである松を揃えることも出来る。また、7ではなく姫を揃えることで、複合フラグであるチェリーを中段に出すことが出来る。
  - 7のシングルライン：1G連1回。左リール上段から右下がりの形で揃う。
  - 7のダブルライン：本機の両端リールは7が2つ連結して配置されており、両端に連7が停止した状態での7揃いは中央と斜めの2ラインで7揃いが成立する。1G連放出が2回の場合のみ、この形で停止。
  - 姫揃い：1G連1回or2回。爺BIG選択時は背景の色変化で判別できることもあるが、既に1つ以上の権利を獲得している場合、及び吉宗・姫BIG選択時は判別不可。
2. 純ハズレ当選
小役ゲーム中は殆ど15枚役が揃うが、これが何も揃わない状態を言う。確率は1/21845と激低。1G連3回。リール上でV字フラッシュが発生。
3. パンク
3回全てのボーナスインが出来ず、BIGボーナスを終了した状態。意図的なパンクを除き、2パン（JACゲームを2回しか引けないこと）で1回、1パン（同じく1回しか引けないこと）で2回、0パン（同じく1回も引けないこと）で3回の1G連。

### ボーナスゲーム中
（JACゲーム。BIG・REG共に有効）
1. JACゲームで俵8回揃い（REGでも有効）
通称俵8連。JACゲーム中の15枚役当選時、押し順により「俵」「リプレイ」のどちらかが揃う様になっている。押し順は第一リール停止が「右」、「それ以外（左・中）」の2通り。俵が揃う1/2の押し順を8連続で正解させた場合、1G連1回。自力での当選確率は1/2の8乗、つまり1/256。
またBIG中に限り、「前回のボーナス終了時に2回以上の1G連フラグを有しており、且つ最初のJACIN時に、そのBIG中で新たに1G連に当選していない場合」に正解の押し順ナビが発生。ナビ自体は利便上、その都度順押しか逆押しかが指示される（これは持ち越した1G連フラグを有効にするために、見かけ上俵8連を生じさせるだけのものなので、ナビによる俵8連達成時には1G連の権利は増えない。なお、ナビを無視した場合、次のJACゲームで再度ナビされるが、すべて無視すると持ち越した1G連はすべて無効になる。また、ストック切れによるREGの場合は権利が残っていてもナビされない）。ゴトの現象はREG中ではなく、BIG中の俵八連にのみ発生していた。
2. JACハズレ
1G連1回。また、俵8連中にJACハズレを挟んだ場合、その後も俵を正解し続ければ俵8連も有効。

## サウンドトラック
- 『吉宗サウンドトラック』（2003年12月3日、大都技研、DT-1）
  - （非売品景品用として同年8月頃よりホールに登場している）
- 『吉宗サウンドトラック2 ヨシムネ MageMix』（2005年1月1日、大都技研、DT-2）
- 『We Love Yoshimune[1]』（2006年8月23日、2枚組、大都技研、DT-5/6）
- 『スロ音 Vol.2』（2006年7月26日、ソニーレコード、SRCL-6389）

『そこにあるかも知れない…』はトランスナンバーとしても知名度は高く、複数のトランス系オムニバスCDに収録されている。特に『姫トランス』ではTV-CMでもオンエアされ話題になった。
以下は、吉宗BGMから『そこにあるかも知れない…』のみを収録したCD。
- 『姫トランス』（2006年1月25日、東芝EMI、TOCP-64288）
- 『渋谷ランキング2』（2006年4月5日、ユニバーサルインターナショナル、UICZ-1209）
- 『ビップ・メガ・ユーロ・スター★ベスト★』（2006年8月18日、FARM RECORDS、TFA-50）
- 『姫トラ presents ホストランス』（2007年1月31日、東芝EMI、TOCP-64335）
- TSUKASA『SUPER GIRLS TRANCE』(2007年11月7日、コロムビアミュージックエンタテインメント、QACY-30003・QACY-30004・QACY-30005)

## シリーズ
2006年の撤去後も依然として『吉宗』人気は根強く、以後も以下のようにシリーズ化されている。
- パチスロ5号機
  - 『ジイサマーZ2』（2006年10月、未発売）[2]
  - 『新・吉宗』（2008年2月）
  - 『爺サマー』（2008年7月、上記『ジイサマーZ2』のマイナーチェンジ版）
  - 『ギラギラ爺サマー』（2010年8月）
  - 『吉宗』（2013年12月）
  - 『吉宗 ～極～』（2015年6月）
  - 『吉宗3』（2020年10月）
- パチンコ
  - 『CR吉宗』（2010年2月）
  - 『CR吉宗2』（2012年7月）
  - 『CR吉宗3 越後屋らんどOPENの巻』（2015年5月）
  - 『CR吉宗4 天昇飛躍の極』（2017年6月）

## テレビアニメ
UHFアニメとして製作され、2006年4月から9月まで放送された。全24話。DVDが2006年7月よりGDH（一般販売仕様）と大都技研（ホールの景品、非売品仕様）からリリースされている。また、リリース元の違いでジャケットのデザインが違う。全巻購入応募特典でパチスロ吉宗の歴代パネル全6種セット（家紋、殿様、姫、爺、悪代官、ラブリー）が先着でもらえた（パネル全種セットが定数に達した場合は一種類だけの送付というハガキに記載あり）。
これまでアニメ作品をパチスロ機にした事例、またはパチスロを題材にした漫画のアニメ化はあったが、パチスロ機そのものがアニメ作品になる事例は初のことである。ただ「パチスロ機で使用されている曲を一切使用できない」（版権の問題があったためとされる）、「声優がパチスロ機版とアニメで異なる」といった変更があった。
吉宗、直宗の乗るアメリカンタイプのバイクやくノ一の携帯電話、ロボットなどのカラクリが木製などの演出になっている。
『We Love Yoshimune』Disc.2のトラック2.には「Brilliant Dream」、トラック19.には「Brilliant Dream 〜Remix Version〜」、同じくDisc.2のトラック1.には「お江戸はカーニバル!」がそれぞれ収録されている。

### 声の出演
- 吉宗 - 檜山修之
- 姫 - 岩男潤子
- 爺 - 魚建
- 婆 - 片貝薫
- チビ姫 - 宍戸留美
- くの一 - 折戸マリ
- 御頭 - 宮林康
- 越後屋 - 増岡太郎
- 悪代官 - 千々和竜策
- 剣豪、宗直、ジョー千次郎など - 速水奨
- 紫のママ - 長沢美樹

### スタッフ
- 原作 - 大都技研
- 監督・シリーズ構成 - 佐藤博暉
- 監修 - KAZU&saboT
- キャラクター原案 - 大都技研
- キャラクターデザイン・総作画監督 - 堀内博之
- 美術監督 - 池田繁美
- 美術ボード - 丸山由紀子
- 色彩設計 - 佐藤直子
- 撮影監督 - 北岡正
- 編集 - 三嶋章紀
- 音楽 - 多田彰文
- 音楽プロデューサー - 藤田純二
- 音響監督 - 塩屋翼
- プロデューサー - 海野雅行、沖浦泰斗
- 制作プロデューサー - 松嵜義之、長谷川康雄、吉田悟
- アニメーション制作 - 銀画屋、AICスピリッツ、ゴンジーノ
- 製作 - 吉宗製作委員会

### 主題歌
オープニングテーマ「Brilliant Dream」
作詞・作曲 - サボハニ / 歌 - 中川翔子
- なお、中川翔子はきる坊の役で本アニメにも出演していた。

エンディングテーマ「お江戸はカーニバル!」
作詞・作曲 - 磯崎健史 / 歌 - サボハニ

### 各話リスト
| 話数 | サブタイトル   | 脚本         | 絵コンテ        | 演出       | 作画監督                              |
| ---- | -------------- | ------------ | --------------- | ---------- | ------------------------------------- |
| 1    | 江戸城取り壊し | 佐藤博暉     | 佐藤博暉        | 矢野篤     | 堀内博之                              |
| 2    | 姫様誘拐       | 阪口和久     | 小林一三        | 堤雄一郎   | 斉藤雅和 村上直紀                     |
| 3    | 毬と将軍       | 佐藤博暉     | 森義博          | 森義博     | 浜森理宏                              |
| 4    | 爺の休暇       | 久島一仁     | 長尾粛          | 長尾粛     | 高鉾誠                                |
| 5    | 剣豪吉宗       | 岡崎純子     | 大庭秀昭        | 飯泉収一   | 小林勝利                              |
| 6    | 萌えよ婆       | 長谷川菜穂子 | 山本靖貴        | 山本靖貴   | 山本里織                              |
| 7    | 大怖箱         | 久島一仁     | 木村隆一        | 山内東生雄 | 谷口守泰                              |
| 8    | 忍の掟、姫の掟 | 阪口和久     | 小林一三        | 吉川浩司   | 村田憲泰 村上直紀                     |
| 9    | 怪異美女人形   | 佐藤博暉     | 長尾粛          | 長尾粛     | 高鉾誠                                |
| 10   | 本との恋       | 阪口和久     | 森義博          | 森義博     | 坂田理                                |
| 11   | 天女逃亡       | 岡崎純子     | 古川順康        | 剛田隼人   | 小林勝利                              |
| 12   | きる坊         | 佐藤博暉     | 木村隆一        | 西村博昭   | 大河原晴男                            |
| 13   | 黒船浮上       | 長谷川菜穂子 | 大庭秀昭        | 山崎茂     | 才木康寛                              |
| 14   | 宗直参上・前篇 | 久島一仁     | 吉川浩司        | 豊増隆寛   | 美馬健二 三宅雄一郎 村田憲泰 斉藤和也 |
| 15   | 宗直参上・後篇 | 久島一仁     | 長尾粛          | 長尾粛     | 高鉾誠                                |
| 16   | 剣豪二度       | 阪口和久     | 遠藤広隆        | 坂田理     | 坂田理                                |
| 17   | 大奥大迷宮     | 阪口和久     | 宮原秀二        | 剛田隼人   | 小林勝利                              |
| 18   | 女盗賊         | 久島一仁     | 山本靖貴        | 西村博昭   | 大河原晴男                            |
| 19   | 花御祓い       | 阪口和久     | 古川順康        | 白石道太   | 村上直紀 美馬健二 小野浩一郎          |
| 20   | 雪達磨         | 阪口和久     | 殿勝秀樹        | 吉川浩司   | 堀内博之                              |
| 21   | 馴染菓子       | 青木由香     | 長尾粛          | 長尾粛     | 高鉾誠                                |
| 22   | 大鰻           | 長谷川菜穂子 | 望月智充        | 宮原秀二   | 小林勝利                              |
| 23   | 将軍失踪       | 久島一仁     | 寺沢伸介        | 柳伸亮     | 大河原晴男                            |
| 24   | 春、花、爛漫   | 佐藤博暉     | 牧由尚 佐藤博暉 | 豊増隆寛   | 堀内博之 坂田理                       |

### 放送局
| 放送地域 | 放送局           | 放送期間        | 放送日時         | 放送系列       |
| -------- | ---------------- | --------------- | ---------------- | -------------- |
| 埼玉県   | テレ玉           | 2006年4月5日 -  | 水曜 1:30 - 2:00 | 独立U局        |
| 東京都   | 東京MXテレビ     | 2006年4月5日 -  | 水曜 2:00 - 2:30 | 独立U局        |
| 愛知県   | テレビ愛知       | 2006年4月6日 -  | 木曜 1:28 - 1:58 | テレビ東京系列 |
| 兵庫県   | サンテレビ       | 2006年4月7日 -  | 金曜 2:05 - 2:35 | 独立U局        |
| 千葉県   | チバテレビ       | 2006年4月7日 -  | 金曜 2:25 - 2:55 | 独立U局        |
| 宮城県   | 東北放送         | 2006年4月8日 -  | 土曜 2:10 - 2:40 | TBS系列        |
| 静岡県   | テレビ静岡       | 2006年4月11日 - | 火曜 2:15 - 2:45 | フジテレビ系列 |
| 広島県   | 広島ホームテレビ | 2006年4月11日 - | 火曜 2:16 - 2:46 | テレビ朝日系列 |
| 神奈川県 | tvk              | 2006年4月13日 - | 木曜 1:45 - 2:15 | 独立U局        |
| 北海道   | 北海道放送       | 2006年4月17日 - | 月曜 2:25 - 2:55 | TBS系列        |
| 福岡県   | RKB毎日放送      | 2006年4月24日 - | 月曜 2:30 - 3:00 | TBS系列        |

## 備考
アニメ「吉宗」を取り上げた一部の記事で「中川翔子が声優初挑戦！」とうたっているが、既に中川は「アイシールド21」で声優として出演していたので誤りである。